# دان رينولدس
دانييل كولتير رينولدس (Dan Coulter Reynolds) من مواليد 14 يونيو 1987. هو مغني وكاتب أغاني ومنتج موسيقي يعرف بكونه المغني الرئيسي في فرقة الروك الأمريكية إماجن دراجونس.

## حياته الشخصية
تخرج دان من جامعة بريغام يونغ ليدرس الفن ويصبح مغنيا. يعرف دان بأنه المغني الأساسي والرئيسي لفرقة إماجن دراجونس. وكما يدعم مثليي الجنسية عندما ظهر في أغنية جعلتني مؤمنا رافع لعلم المثليين. كما أنه أسس أيضا جمعية لدعم مجتمع الميم (المثليين) تدعى Love Loud.

## معلومات عامة
وُلد الموسيقار الشهير دان رينولدز في 14 يوليو 1987 في مدينة لاس فيجاس الجميلة. لا تزال حكومة الولايات المتحدة الأمريكية فخورة بظهور هذا الموسيقي المحترف الرائع. من بين أمور أخرى، دان هو أيضا ممثل. تم عرض فيلمه الأول في عام 2009 وكان يسمى Brite Eyes.
دان رينولدز وزوجته هما زوجان رائعان مثال يحتذى به للفتيان والفتيات الصغار. يفهم العشاق بعضهم البعض تمامًا ويحاولون دائمًا تلبية طلبات النصف الثاني.
نمو الموسيقي هو 193 سم، وهو أكثر ما يحبه المعجبون به. منذ عام 2008، شارك عن كثب في النشاط المختار، حيث قام باكتشافات جديدة ومثيرة للاهتمام ولن يتخلى عن عمله المفضل على الإطلاق.
رينولدز هو مؤلف جميع أغاني مجموعته تقريبًا. لديه قدرات صوتية ممتازة، ويمكنه أيضًا تشغيل الموسيقى الأنيقة على لوحات المفاتيح والطبول والإيتار الجهير. يعمل في أنواع الصخور التقليدية والبديلة.

## طفولته
كان دان رينولدز السابع من تسعة أطفال في عائلته. في سن 17، حصل على لقب Eagle Scout. في سن ال 19، أعطى مهمة بدوام كامل لكنيسة يسوع المسيح في ولاية نيفادا مسقط رأسه إلى البعثة بدوام كامل.

## التطوير الوظيفي
منذ بداية حياته المهنية، لم يكن دان رينولدز حريصًا على الإطلاق على أن يصبح موسيقيًا محترفًا، ولكن سرعان ما تغير رأيه بشكل كبير. بعد دخوله الجامعة، أدرك أنه لم يحقق أي قمم كبيرة، لذلك هذا هو المكان الذي بدأ حياته المهنية.
بعد أن انتقل إلى ولاية يوتا، التقى دان مع عظة وتولمان، ثم قاموا بإنشاء المجموعة الأسطورية المستقبلية. ثم اكتشف مواهبه وبدأ في تطويرها. في ذلك الوقت، كان قد أصبح بالفعل مطربًا ممتازًا، وتعلم أيضًا العزف على أسطوانة الجيتار والإيتار الصوتي والطبل العادي.
بدأ الفريق الموسيقي بالفوز في العديد من المعارك والمعارك، بينما تلقى المزيد والمزيد من المعجبين والمعجبين. في وقت لاحق انضم لاعب الجهير إلى المجموعة، ثم لاعب الدرامز. وانتقل الرجال أنفسهم إلى فيجاس، حيث حدث أول طفرة هائلة في تاريخ الفرقة. تمت دعوتهم للمشاركة في قاعة واسعة النطاق، حيث كان هناك في ذلك الوقت حوالي 26000 شخص.
وفقًا للعديد من المجلات، أصبح الرجال أفضل مجموعة لعام 2010، ومن ثم حصلوا على جائزة «أفضل قرص 2011». والآن، في نهاية عام 2011، عملوا بشكل جيد مع Alex Da Kid ، وقّعوا عقدًا وبدأوا العمل معه.
الآن، لا تنتج مجموعة الموسيقى الشعبية روائع دان فحسب، بل أيضًا كلمات مؤلفين آخرين على نطاق واسع.

## مقابلة في روسيا
كانت الزيارة الأولى لمجموعة موسيقية روسية مرتبطة بمقابلة ناقش فيها الصحفيون أحد المقطوعات الجديدة المشعة. تحدث أعضاء الفريق في هذا الاستطلاع بشكل جيد عن الشعب الروسي والبيئة.
سئل دان: «ما هو الفرق بين موسيقى مجموعته وما يخلقه مع زوجته؟» الذي أجاب أن هذه الموسيقى مختلفة تماما. المشروع الذي تم إنشاؤه بالتعاون مع زوجته، سمح له بطرد كل المشاعر والمشاعر المتراكمة على مدار سنوات طويلة من الحياة. وفي المجموعة الرئيسية، يتصرف بشكل أكثر تحفظًا وجمعًا، لذلك هنا يركز Dan دائمًا ويبلغ الحد الأقصى.

## تأسيسه لجمعية لوف لود
الخطوة التي اتخذها رينولدز بعد تأسيسه لجمعية Love Loud المتخصصة بقضايا «مجتمع الميم»، تزامناً مع حفلته الخيرية التي أحياها في ولاية يوتاه الأميركية في نيسا (أبريل) 2017، لا تزال مستمرّة. إذ أنّ المغني الشهير آثر إلى التعاون مع المؤدية في فرقة Tegan and Sara، تيغان كوين، من أجل إطلاق مهرجان غنائي ضخم لرفع الوعي إزاء هذه القضية.
الحدث الذي أقيم في 28 تموز (يوليو) الفائت في مدينة سالت ليك (ولاية يوتاه) واستمر ليوم كامل، رعته شركة AT&T للاتصالات من خلال تقديمها ما يعادل دولاراً واحداً مقابل كل تغريدة مذيَّلة بهاشتاغ #loveloud، وساهم فيه الدي. جاي زيد، والموسيقيّان مايك شينودا وفاغابون.
أما عن الأرباح التي حصدتها المناسبة بعد استقطاب ما يقارب 30 ألف زائر، فقد طالت مبلغ مليون دولار أميركي، وستوزّع العائدات بالتكافؤ بين مجموعة المؤسسات المعنية، منها جمعيتَيْ The Trevor Project وEncircle، بحسب ما ذكرته الصحف المحلية.
بعيد النجاح الكبير الذي حققه الموعد، تغنّى رينولدز بما فعله في حديث مع صحيفة «سولت لايك تريبيون»، قائلاً: «نجاحنا دليل على أنّ الناس أرادوا إظهار محبتهم لـ «مجتمع الميم». وهذه هي الغاية الأساسية». وفي حوار سابق له مع مجلة «رولينغ ستون» الأميركية، تحدّث رينولدز عن الأسباب الكامنة وراء اندفاعه تجاه هذا الطرح الحقوقي، وأرجع الأمر إلى «معدّلات الإنتحار المرتفعة بين المراهقين مثليي الجنس، بالإضافة إلى تجارب شخصية أليمة» كانت قد صادفت بعض أصدقائه خلال نشأته.
منذ أن حاول دان رينولدز تشريح الأواصر التي تجمع ما بين الأحكام الكنسية والإجحاف اللاحق بالمثليين انطلاقاً من تنشئته المورمونية المحافظة في وثائقيّ Believer هذه السنة، لم تنقطع مساعي قائد فرقة Imagine Dragons الهادفة إلى تقليص معاناة هذه الشريحة المضطهدة وتقويم راهنها.
الخطوة التي اتخذها رينولدز بعد تأسيسه لجمعية Love Loud المتخصصة بقضايا «مجتمع الميم»، تزامناً مع حفلته الخيرية التي أحياها في ولاية يوتاه الأميركية في نيسا (أبريل) 2017، لا تزال مستمرّة. إذ أنّ المغني الشهير آثر إلى التعاون مع المؤدية في فرقة Tegan and Sara، تيغان كوين، من أجل إطلاق مهرجان غنائي ضخم لرفع الوعي إزاء هذه القضية.
الحدث الذي أقيم في 28 تموز (يوليو) الفائت في مدينة سالت ليك (ولاية يوتاه) واستمر ليوم كامل، رعته شركة AT&T للاتصالات من خلال تقديمها ما يعادل دولاراً واحداً مقابل كل تغريدة مذيَّلة بهاشتاغ #loveloud، وساهم فيه الدي. جاي زيد، والموسيقيّان مايك شينودا وفاغابون.
أما عن الأرباح التي حصدتها المناسبة بعد استقطاب ما يقارب 30 ألف زائر، فقد طالت مبلغ مليون دولار أميركي، وستوزّع العائدات بالتكافؤ بين مجموعة المؤسسات المعنية، منها جمعيتَيْ The Trevor Project وEncircle، بحسب ما ذكرته الصحف المحلية.
بعيد النجاح الكبير الذي حققه الموعد، تغنّى رينولدز بما فعله في حديث مع صحيفة «سولت لايك تريبيون»، قائلاً: «نجاحنا دليل على أنّ الناس أرادوا إظهار محبتهم لـ «مجتمع الميم». وهذه هي الغاية الأساسية». وفي حوار سابق له مع مجلة «رولينغ ستون» الأميركية، تحدّث رينولدز عن الأسباب الكامنة وراء اندفاعه تجاه هذا الطرح الحقوقي، وأرجع الأمر إلى «معدّلات الإنتحار المرتفعة بين المراهقين مثليي الجنس، بالإضافة إلى تجارب شخصية أليمة» كانت قد صادفت بعض أصدقائه خلال نشأته.
منذ أن حاول دان رينولدز تشريح الأواصر التي تجمع ما بين الأحكام الكنسية والإجحاف اللاحق بالمثليين انطلاقاً من تنشئته المورمونية المحافظة في وثائقيّ Believer هذه السنة، لم تنقطع مساعي قائد فرقة Imagine Dragons الهادفة إلى تقليص معاناة هذه الشريحة المضطهدة وتقويم راهنها.

## روابط خارجية
- دان رينولدس على موقع IMDb (الإنجليزية)
- دان رينولدس على موقع روتن توميتوز (الإنجليزية)
- دان رينولدس على موقع ميوزك برينز (الإنجليزية)
- دان رينولدس على موقع أول ميوزيك (الإنجليزية)
- دان رينولدس على موقع ديسكوغز (الإنجليزية)
- دان رينولدس على موقع قاعدة بيانات الفيلم (الإنجليزية)